# Petite Rivière de Nippes (kommun)
Petite Rivière de Nippes är en kommun i Haiti.   Den ligger i departementet Nippes, i den sydvästra delen av landet, 90 km väster om huvudstaden Port-au-Prince.